# Biełaja (obwód kurski)
Biełaja (ros. Белая) – słoboda w zachodniej Rosji, centrum administracyjne rejonu biełowskiego i sielsowietu biełowskiego w obwodzie kurskim.

## Geografia
Słoboda położona jest nad rzeką Ilek (dopływ Psioła), 120 km od Kurska.

## Historia
Siedlisko zostało założone w 1664 przez kozaków zwolnionych z ceł i podatków. Nazywano ich białymi, stąd nazwa słobody.

## Demografia
W 2010 r. miejscowość zamieszkiwało 2598 osób.

## Zabytki
- Cerkiew Świętej Trójcy (1839)
- Cerkiew Świętego Mikołaja Cudotwórcy (1842), obecnie dom kultury[2]

## Osoby urodzone w słobodzie
- Piotr Iwanowicz Głuchowcow (ur. w 1930 w słobodzie Biełaja – zm. w 2009 tamże) – brygadzista brygady traktorzystów kołchozu Za komunizm, Bohater Pracy Socjalistycznej[4]